# Miss Tacuarembó
Miss Tacuarembó, es una película uruguayo-argentino-española de 2010, dirigida por Martín Sastre y protagonizada por la uruguaya Natalia Oreiro, Mirella Pascual, Mike Amigorena, Rossy de Palma y Diego Reinhold. Es un musical basado en la novela homónima de Dani Umpi. Miss Tacuarembó, toca un tema muy particular y personal de los individuos como son los sueños. Comenzó a rodarse en marzo de 2010, y finalmente se estrenó en julio de ese mismo año.
La banda sonora original de la película estuvo a cargo de Ale Sergi y de Ricardo Mollo, entre otros.

## Sinopsis
Es la historia de Natalia, una niña que crece durante los años ochenta bajo la influencia de la telenovela venezolana Cristal y la película Flashdance, en la lejana y pequeña ciudad de Tacuarembó, Uruguay. Natalia descubre que ser coronada Miss Tacuarembó es su única posibilidad de dejar atrás su aburrida ciudad natal y emigrar a una gran ciudad donde poder ser una estrella; sin embargo, su vida adulta cantando para los turistas que llegan a Cristo Park —un parque temático dedicado a Cristo en la Ciudad de Buenos Aires, Argentina—, está aún muy alejada de lo que siempre soñó.

## Protagonistas
- Natalia Oreiro – Natalia «Cristal» Prato y Cándida López.
- Diego Reinhold – Carlos.
- Mirella Pascual – Haydeé Prato.
- Mónica Villa – Mónica.
- Mike Amigorena – Jesús.
- Rossy de Palma – Patricia Peinado.
- Sofía Silvera – Natalia de niña.
- Mateo Capo –  Carlos de niño.

Durante el casting, para encontrar a la protagonista infantil se presentaron más de mil niñas de todo el mundo hispanohablante. El jurado, integrado por Natalia Oreiro, Martín Sastre y Ale Sergi, eligió a Sofía Silvera, de Palmitas, Uruguay.

## Crítica
La crítica y la prensa especializada han definido a Miss Tacuarembó como: «Un clásico del futuro»; «La mejor película del actual cine español»; y la destacó como «divertida, fresca, audaz, sorpresiva, encantadora, Miss Tacuarembó seguramente se convertirá en una de esas cintas de culto». «El uruguayo Martín Sastre toma lo mejor de los grandes maestros del cine moderno para crear una de las mejores películas que ha dado la industria en mucho tiempo».

## Premios
Estuvo nominada a seis premios Cóndor de Plata por la Asociación de Cronistas Cinematográficos de la Argentina y galardonada como la Mejor Película de la sección Zonazine en el Festival de Cine de Málaga en 2011, donde Martín Sastre también obtuvo el premio ALMA al Mejor Guion, otorgado por el Sindicato de Guionistas de España.

## Banda sonora
- Mundo de cristal
- El perfume del amor
- Mi vida eres tú
- Flashdance